# 汪直
汪 直（おう ちょく、生没年不詳）は、明代の宦官。

## 生涯
潯州府桂平県大藤峡の瑤族の出身。はじめ万貴妃に仕えていたが、後に成化帝に重用されて、御馬太監に任じられた。1477年（成化13年）1月に特務機関である西廠が設置されると、その長に任じられ、しばしば大獄を引き起こした。4月、郎中の武清・楽章、太医院院判の蔣宗武、行人の張廷綱、浙江布政使の劉福らを西廠の獄に下した。5月、左通政方賢を西廠の獄に下した。大学士の商輅や尚書の項忠らの請願によって、西廠は廃止された。6月、西廠は再び設置され、項忠は罷免され、商輅は引退を余儀なくされた。汪直は王越・戴縉らと結んで政治を専断し、また北辺への遠征も行って、軍への浸透も図った。だが、専横な行いの数々に対して非難の声が高まり、成化帝の信任も失った。1482年（成化18年）3月、西廠は廃止された。1483年（成化19年）6月、弾劾されて南京御馬監に左遷された。8月、さらに奉御官にまで降格された。